# اوگنی ریلوف

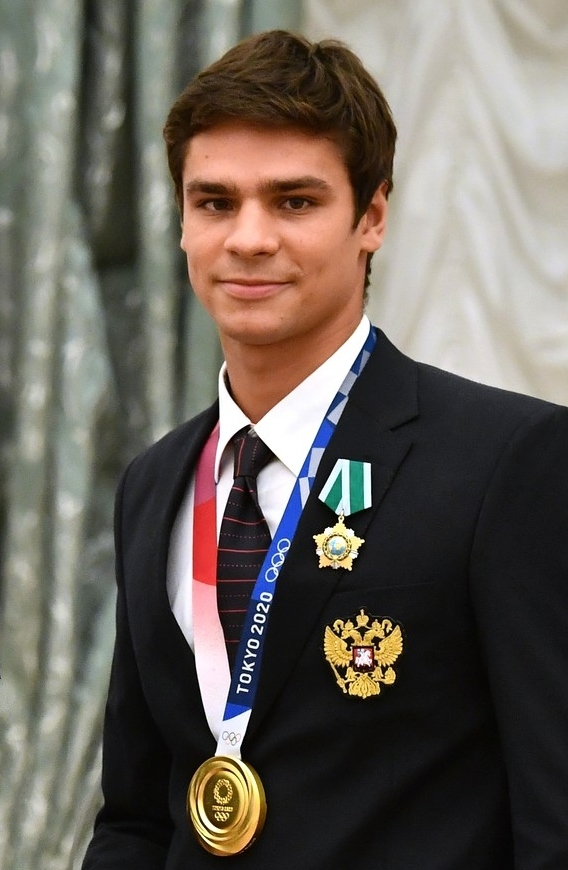
اوگنی ریلوف در سال ۲۰۲۱ با مدال طلای المپیک توکیو

اوگنی ریلوف (روسی: Евгений Михайлович Рылов؛ زادهٔ ۲۳ سپتامبر ۱۹۹۶) یک شناگر اهل روسیه است.
از افتحارات وی میتوان به کسب مدال برنز ۲۰۰ کرال پشت در مسابقات جهانی ورزش‌های آبی ۲۰۱۵ اشاره کرد.